# نیپون هام
نیپون هام (انگلیسی: Nippon Ham) شرکت صنایع غذایی ژاپنی است، که در سال ۱۹۴۹ تأسیس شد.